# Thordisa
Thordisa Bergh, 1877 è un genere di molluschi nudibranchi della famiglia Discodorididae.

## Tassonomia
Il genere comprende le seguenti specie:
- Thordisa aculeata Ortea & Valdés, 1995
- Thordisa albomacula Chan & Gosliner, 2007
- Thordisa aurea Pruvot-Fol, 1951
- Thordisa azmanii Cervera & García-Gómez, 1989
- Thordisa bimaculata Lance, 1966
- Thordisa burnupi Eliot, 1910
- Thordisa diuda Marcus Er., 1955
- Thordisa filix Pruvot-Fol, 1951
- Thordisa harrisi Chan & Gosliner, 2006
- Thordisa hilaris Bergh, 1905
- Thordisa ladislavii (Ihering, 1886)
- Thordisa lurca (Ev. Marcus & Er. Marcus, 1967)
- Thordisa luteola Chan & Gosliner, 2007
- Thordisa nieseni Chan & Gosliner, 2007
- Thordisa oliva Chan & Gosliner, 2007
- Thordisa pallida Bergh, 1884
- Thordisa pinguis (Er. Marcus & Ev. Marcus, 1970)
- Thordisa poplei Edmunds, 2011
- Thordisa rubescens Behrens & Henderson, 1981
- Thordisa sanguinea Baba, 1955
- Thordisa souriei Pruvot-Fol, 1953
- Thordisa tahala Chan & Gosliner, 2007
- Thordisa verrucosa (Crosse in Angas, 1864)
- Thordisa villosa (Alder & Hancock, 1864)